# سندرم احتقان لگن
سندرم احتقان لگن (انگلیسی: Pelvic congestion syndrome) یا سندرم وریدی لگن یک عارضهٔ مزمن است که به‌نظر می‌رسد ناشی از واریس وریدهای ناحیهٔ تحتانی شکم باشد. این وضعیت ممکن است باعث بروز دردهای مزمن همچون درد مبهم دائمی لگن باشد، که می‌تواند با ایستادن یا انجام رابطه جنسی بدتر شود. درد در پاها یا کمر نیز ممکن است رخ دهد.
در حالی که اعتقاد بر این است که این وضعیت به‌دلیل پس‌زدن و برگشت خون به درون وریدهای لگن به سبب اختلال در دریچه‌های درون وریدها باشد، اما این فرضیه قطعی نیست. احتمال دارد این عارضه در دوران بارداری رخ دهد یا بدتر شود. اعتقاد بر این است که حضور هورمون استروژن در فرایند شکل‌گیری این بیماری نقش داشته باشد. انجام سونوگرافی، سی‌تی اسکن، ام‌آرآی یا لاپاروسکوپی به تشخیص این عارضه کمک می‌کنند.
گزینه‌های درمانی اولیه شامل تجویز مدروکسی‌پروژسترون یا داروهای داروهای ضدالتهاب غیراستروئیدی (NSAIDs) است. جراحی برای مسدود کردن وریدهای واریسی نیز ممکن است انجام شود. حدود ۳۰ درصد از زنان در سنین باروری دچار این عارضه می‌شوند. اعتقاد بر این است که سندرم احتقان لگن، دلیل بروز حدود یک سوم موارد دردهای مزمن لگنی است. با آن که نارسایی وریدی لگن در دهه ۱۸۵۰ شناسایی شد، اما تنها در دهه ۱۹۴۰ بود که ارتباطش با درد لگن مشخص گشت.

## علائم و نشانه‌ها
زنان مبتلا به این عارضه یک درد دائمی را تجربه می‌کنند که ممکن است مبهم و رنج‌آور باشد، اما گاهی نیز حادتر است. درد در پایان روز و پس از ایستادن‌های طولانی مدت بدتر می‌شود و افرادی که دچار این دردها هستند، در صورت دراز کشیدن، دردشان تسکین می‌یابند. درد در حین یا بعد از آمیزش جنسی بدتر می‌شود و ممکن است درست قبل از شروع چرخه قاعدگی تشدید شود..
زنان مبتلا به سندرم احتقان لگن دارای رحم بزرگتر و آندومتر ضخیم‌تر هستند. ۵۶ درصد از این زنان، تغییرات کیستی در تخمدان‌ها دارند و بسیاری از آنها علائم دیگری همچون قاعدگی دردناک، کمردرد، ترشحات واژن، نفخ شکم، تغییرات خلقی یا افسردگی و خستگی را گزارش می‌کنند.

## علل بروز
دلایل متعددی برای بروز سندرم احتقان لگن ذکر شده‌است. به عنوان مثال تغییرات هورمونی موضعی در لگن یکی از این دلایل است. بیماری‌هایی که سبب انسداد در جریان خون سیاهرگ‌های لگن می‌شوند نیز ممکن است در بروز احتقان لگن نقش داشته باشند، از جمله سندرم می-تورنر، نشانگان فندق‌شکن، نشانگان باد–کیاری یا ترومبوز ورید کلیوی چپ. علاوه بر اینها، هرگونه فشار موضعی بر روی وریدهای آن ناحیه به‌دلیل وجود تومورها (از جمله فیبروم رحم، آندومتریوز) یا به‌دنبال تشکیل جوشگاه ممکن است به احتقان لگن بینجامد.

## تشخیص

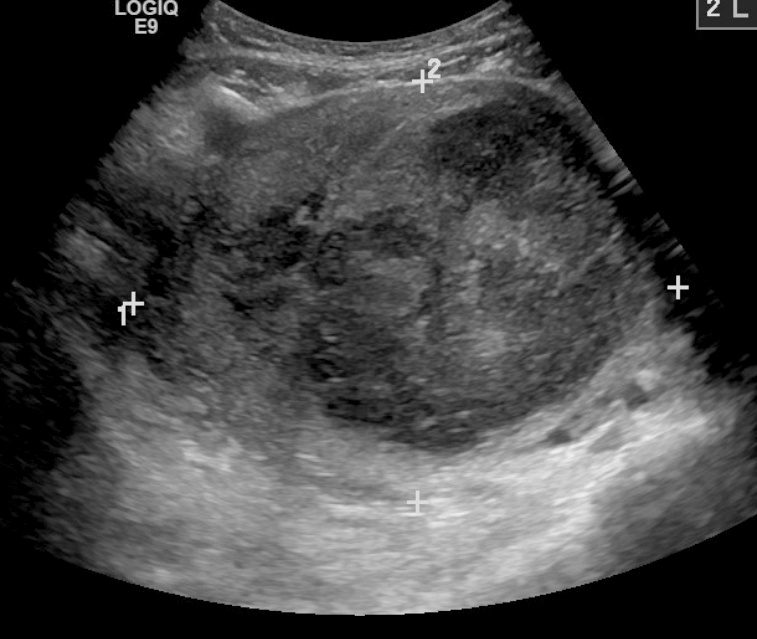
یک فیبروم بسیار بزرگ (۹ سانتی‌متری) در رحم که باعث ایجاد سندرم احتقان لگن می‌شود همان‌طور که در این نمای سونوگرافی مشاهده می‌شود.

می‌توان با انجام سونوگرافی یا لاپاروسکوپی به تشخیص بیماری رسید. این عارضه را می‌توان با وِنوگرافی (وریدسنجی)، سی‌تی اسکن یا ام‌آرآی نیز تشخیص داد. سونوگرافی رایج‌ترین ابزار تشخیصی است. برخی پژوهش‌ها نشان داده‌اند که «سونوگرافی دوپلکس ترانس‌واژینال» بهترین روش تشخیصی برای پس زدن خون سیاهرگ‌های لگن است.

## درمان
گزینه‌های درمانی اولیه شامل مصرف مسکن‌هایی چون داروهای ضدالتهاب غیراستروئیدی و فرونشانی عملکرد طبیعی تخمدان است.
درمان پیشرفته‌تر شامل یک روش کم تهاجمی است که توسط پرتوشناسی مداخله‌ای انجام می‌شود. این روش شامل توقف خون در داخل وریدهای واریسی لگن با استفاده از یک روش کم تهاجمی به نام آمبولیزاسیون با کاتتر است. این روش به‌ندرت نیاز به یک شب اقامت در بیمارستان دارد و معمولاً به صورت سرپایی انجام می‌شود و با استفاده از بی‌حسی موضعی و آرامبخشی متوسط انجام می‌شود. بیماران میزان موفقیت ۸۰ درصدی را گزارش می‌دهند که با میزان کاهش درد تجربه‌شده اندازه‌گیری می‌شود.